# ポペットバルブ

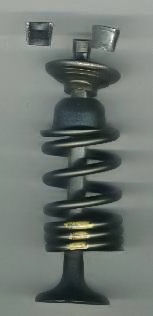
ポペットバルブとその周辺部品。上からコッター2個、バルブスプリングリテーナー、バルブステムオイルシール、バルブスプリング。

ポペットバルブ（英: Poppet Valve）は、JISにおいて「弁体が弁座シート面から直角方向に移動する形式のバルブ」と定義されている。レシプロエンジンの吸気、掃気、排気を制御するために多く用いられる弁機構であり、特に自動車用エンジンなどでは単にバルブと呼ばれることも多い。

## 語源
ポペットバルブのポペット（Poppet）とは、人形を意味する「Puppet」（パペット）と語源を共有する。"若者"か"人形"を意味する中フランス語の「poupette」や、中英語の「popet」（popetはpoupeの縮小辞）が語源であるとされている。
ポペットバルブにポペットの単語が与えられた理由は、操縦者のリモート操作によって一定の動きを行うマリオネットと、ポペットバルブの単調な往復運動が重ね合わされたからである。よって、かつてはポペットバルブとパペットバルブ (Puppet Valve) という呼び方が混在し、同義語として用いられていた時期もあったが、現在ではパペットバルブという用語は完全に廃れてしまっている。

## 作動原理
ポペットバルブはステムと呼ばれる棒状の部分と、円形または楕円形の傘型（キノコ型）の傘部から構成される。バルブ全体がステムの軸方向に摺動することにより、弁座(バルブシート)と傘部の間隔が変化して流量を制御する。このために摺動量の制御機構が別途必要となる。開方向のみを制御して閉じる力はバルブスプリングによることが多いが、ポペットバルブも弁座も共に精密に加工されているため、閉じた状態であれば流体の圧力で押さえられるだけでも気密性は発揮できる。
圧力差のみを利用してポペットバルブの開閉を制御している機器も多い。その一例がタイヤのエアバルブとして用いられる仏式バルブや米式バルブである。米式バルブは閉じ側制御用のスプリングが備えられているが、仏式バルブはこうしたスプリングを一切持たず、純粋にタイヤの内部空気圧のみでポペットバルブを閉じている。

## 用途
レシプロエンジン以外にも、ポペットバルブは多くのロケット燃料の流量制御や、ミルクの流量を制御する工業プロセス、油圧システムで使用される。半導体産業は遮断弁としてしばしば極清浄ポペットバルブを使用する。 ここに、一般的なポペットバルブのアニメーションを示す。

### レシプロ内燃機関

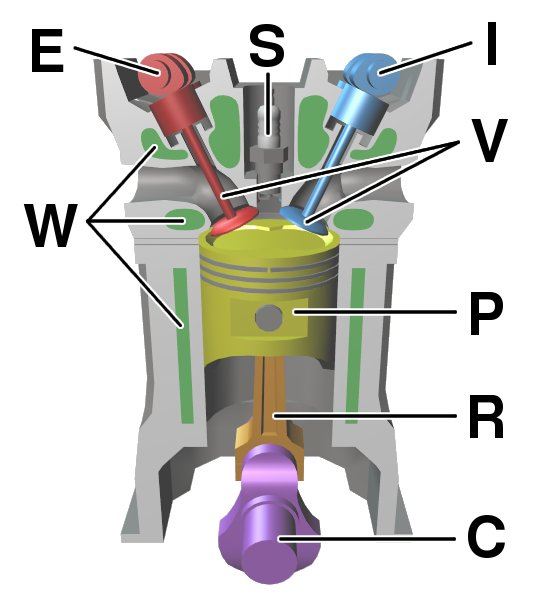
典型的な4ストロークDOHCレシプロ内燃機関の概念図。
(E) 排気カムシャフト
(I) 吸気カムシャフト
(S) 点火プラグ
(V) ポペットバルブ
(P) ピストン
(R) コネクティングロッド
(C) クランクシャフト
(W) 冷却水が通るウォータージャケット

4ストロークDOHC火花点火機関の動作概略図。
(1) 吸入行程
(2) 圧縮行程
(3) 燃焼・膨張行程
(4) 排気行程

ポペットバルブはクランクケース圧縮式のガソリン2ストロークエンジンを除く現代のほとんどのレシプロエンジンで使用されていて、シリンダーヘッドの吸気ポートと排気ポートに配置されている。バルブステムがシリンダーヘッドのバルブガイドに通されており、気流を制御するための弁の開閉はカムシャフトのカムによって行われる。ポペットバルブはバルブリフターを介しカムに押されるか、タペットを介してカムシャフトで作動するロッカーアームに押されることで押し開かれる。
イタリアのオートバイメーカー、ドゥカティのエンジンではバルブスプリングを持たず、カムシャフトが機械的にポペットバルブを閉鎖するデスモドロミックを採用している。これは超高回転域におけるカムへの追従性悪化によるバルブサージングを防止するための機構である。通常のエンジンでは閉じ側にコイルスプリングを使用することが多く、サージング防止のため、摩擦の増大と引き換えにばね定数を高める、固有振動数が異なる2つのスプリングを組み合わせる、スプリングそのものを不等ピッチや円錐状とする、などの対策で共振を防いでいる。常用回転数が18,000 rpmに達したF1用エンジンなどでは、コイルスプリングで共振を防ぐことは難しく、共振周波数の高いトーションバースプリングや、高圧の気体を用いてバルブを閉じるニューマチックバルブスプリングを用いている。
ポペットバルブは鋼鉄などの頑丈な金属を用いて製造されるが、一部の高出力エンジンではバルブの材料にチタンを用いることもある。これはポペットバルブの慣性質量を減らすための措置であり、バルブコッターやリテーナーも同様に軽量化が行われることも多い。また、部位によって要求される性質が異なるため、ステムやステム端部と傘部を別々の材料で作ったりすることがある。高出力エンジンの場合、特に高い温度の排気に晒される排気バルブの熱伝導特性を改良するため、ナトリウム封入バルブを用いることがある。ステムをドリル切削するなどして中空構造とし、この半分程度にナトリウムを封入したものである。ポペットバルブの往復によりナトリウムがステム内を往復し、燃焼室側からバルブガイドへと熱を逃がしやすくする。また、中空化と鋼より密度の低いナトリウムを使用することでポペットバルブの軽量化も見込める。排気バルブには耐熱性を高めるためインコネル等の耐熱合金を使用することもある。
ポペットバルブは吸気と排気に1シリンダーあたりそれぞれ1本以上ずつ用いられる。OHVやSOHCが主流の時代には吸排気効率向上のためにポペットバルブの外径を大きくするビッグバルブが用いられたが、バルブの慣性質量の増加で高回転での追従性が悪化し、その割に開口面積がさほど拡大されず効率が上がらないため、後に吸排気それぞれに複数のバルブを配置するマルチバルブ構成が普及した。初めは吸気2・排気1の3バルブ構成、後にDOHCの普及とともに吸気2・排気2の4バルブ構成が一般化し、一部には吸気3・排気2の5バルブのエンジンもある。1シリンダーあたり最大のバルブ数を持つ現在までに市販されたエンジンは、楕円ピストンの採用で吸気4・排気4の8バルブとしたホンダ・NRのものである。
また、吸気バルブの開閉タイミングやリフト量を回転数や負荷に応じて可変させることで燃焼室への混合気流入速度を変化させ、高回転域での出力と低回転域での実用トルクの両立を実現した可変バルブ機構は、近年では軽自動車や大衆車などでも自動車排出ガス規制などへの対応や燃費向上のためにごく一般的に使用されるようになった。さらには吸気バルブのタイミングやリフトの可変量を拡大して、その制御でスロットルバルブに代わって出力を制御するバルブトロニックのような技術も現れている
かつての鋳鉄製シリンダーヘッドでは、シリンダーヘッドに穿たれたバルブ穴にポペットバルブが直接差し込まれていたが、後に摩耗を抑えるために鋼鉄やリン青銅などで製作されたバルブガイドがヘッドに挿入されるようになり、燃焼室側にも傘部との接触面にバルブシートが取り付けられるようになった。
ポペットバルブのステムはヘッドカバー内に直接突き出る形になるため、そのままでは吸排気ポートのガスがカムシャフト側に吹き抜けたり、カムシャフトルーム内のエンジンオイルが吸排気ポート内に吸い出されるオイル下がりが発生する。そのため、バルブステムには熱と摩擦に強いフッ素ゴム製のバルブステムシールが挿入され、密封性を保つようになっている。
バルブガイド、バルブシート、バルブステムシールともに今日では消耗部品の一つであり、これらが摩耗・劣化することでオイル下がりが起こる。このような状態の車両はシリンダー内でエンジンオイルが燃えるため、始動時やエンジンブレーキ使用時に排気が白煙となり、オイルの燃える臭いもするので判別が可能である。

#### バルブ配置
第二次世界大戦前後までの黎明期の車両用エンジンは、ポペットバルブはシリンダーと平行に逆さの状態で配置された。これは一般的にはサイドバルブ(SV)と呼ばれ、シリンダーヘッドの外形が平たかったためにしばしばフラットヘッドとも呼ばれた。この形式は極めて簡素な構造で信頼性や耐久性も高かったことから第二次世界大戦中の軍用車両では積極的に用いられたこともあった。しかし燃焼室が横に長く伸びる形状となることと、吸気と排気が同じ側に向かうターンフロー（カウンターフロー）構造しか採れなかったことから、吸排気効率が非常に悪くて最高回転数は2000-3000rpm程度に限定され、またこの燃焼室形状では大きな表面積により冷却損失が大きいために熱効率が低く、しかも排気がシリンダー側面を這うように出て行くために放熱を妨げるなど、エンジン性能面では不都合が多かった。
そのため、戦前頃からSVをベースにシリンダーヘッド側にポペットバルブを配置するOHV(頭上弁)形式が登場した。当初のOHVは楔(ウェッジ)形燃焼室やターンフローなどのSV時代の影響が強いデザインが多かったが、後にクライスラー・ヘミエンジンなどから、吸排気バルブ間に角度を持たせて配置することで燃焼室形状が表面積の小さな半球型へと変わるとともに、吸気から排気へとヘッドを横切って流れていくクロスフロー構造に移行していき、熱効率と最高回転数が大幅に向上したOHVがSVに代わって主流となった。
当初のOHVでロッカーアームを押してポペットバルブを開いていたのは、クランクシャフトとほぼ同じ高さにあるカムシャフトからの長いプッシュロッドだった。しかしこれの慣性質量の大きさが追従性を下げていて高回転高性能化の妨げだったため、プッシュロッドを短く軽くしたハイカムOHVを経て、ついにはプッシュロッドを無くしたOHC形式(SOHCあるいはDOHC)が登場し、現在では多くのエンジンに採用されている。ただし特にV型エンジンにおいては、両バンクのバルブ開閉をバンク間に配置した1本のカムシャフトで賄え、その場合でもハイカムにはなることから、OHCだけでなくプッシュロッドを用いるOHVも採用され続けている。

#### バルブ保護のための有鉛ガソリン
初期のガソリンエンジンでは現在よりも冶金技術が稚拙だったこともあり、ポペットバルブの摩耗は大きな問題として取り扱われた。バルブの潤滑に関する問題は蒸気機関時代の1866年に物理学者のジョン・エリスの手により鉱物油が開発され、バルボリンが「バルブ・オイル」として開発したことで解決していたが、バルブガイドとバルブシートの摩耗については約2年に一回程度の割合で、後述のバルブメンテナンスを専門技術者が行わなければならず、車両のオーナーは多大な労力と出費を払わなければならなかった。しかし、燃料にテトラエチル鉛を加えることで鉛成分がバルブシートやバルブガイドを覆い、摩耗を大幅に減少することが明らかとなり、有鉛ガソリンとして幅広く用いられるようになった。
有鉛ガソリンは1970年代頃までは市販ガソリンの主流であったが、有毒なテトラエチル鉛が環境対策で規制され始めたことや、ステライトやリン青銅などの耐摩耗性が非常に大きい合金が実用化されると、有鉛燃料は不要となり、次第に姿を消していった。
ガソリン無鉛化の過渡期には、それまでの有鉛ガソリン仕様のエンジンについてはバルブシートやバルブガイドを対策部品に交換したり、新車でも走行状況に応じて高速有鉛などの表記が行われた車両が存在するなどしていた。現在でもまだ無鉛化対策を行っていない車両用に、ガソリンスタンドには有鉛ガソリン車向けの燃料添加剤が販売されている事もある。

## 自動車用エンジンでのメンテナンス
耐摩耗性が非常に高いバルブガイドやバルブシートが一般化した現在の自動車用エンジンでは、10万キロ以上動弁系のメンテナンスが不要なことも珍しくはなくなった。
しかし、経年使用に応じて各部の摩耗は確実に進んでいくため、下記のメンテナンスを必要に応じて実施することでエンジンの初期性能を長期にわたって適正に保つことが可能となる。
バルブクリアランス調整
常にバルブクリアランスをゼロに保つラッシュアジャスターが無い場合、バルブクリアランスを調整する必要がある。
ポペットバルブとカムシャフト、あるいはロッカーアームの間にはバルブリフター、またはタペットと呼ばれる部品が存在し、バルブクリアランスと呼ぶ隙間を確保している。冷間時にバルブクリアランスを確保しておかないと、温間時には熱膨張によって主にバルブステムが伸び、バルブが開きっぱなしになってしまうし、バルブクリアランスを大きくしすぎると、温感時でも隙間が空いてしまい打音が大きくなってしまう。したがって、バルブクリアランスは適正に調整しなければならない。
バルブクリアランスはそのエンジンの素材の熱膨張率を考慮して決定されているため、隙間の許容範囲はメーカーによりまちまちである。バルブクリアランスが狭くなる程、カムシャフトに押されるバルブリフト量が増えることになるし、各シリンダー間のタペット隙間は完全に一致していることが望ましい。エンジンのメンテナンスとして、バルブクリアランス調整は欠かせない作業であった。
バルブクリアランス調整は直打式の場合には、カムシャフトとポペットバルブの間にバルブリフターと呼ばれる部品が取り付けられているため、カムシャフトを取り外してバルブリフターの外側か内側に挟まれているシムを交換して隙間の調整を行っていた。シムはメーカーにより複数の厚さの物が純正部品として用意されているため、測定を行いながら部品を取り寄せて組み付けを行う。なお現在では、リフター自体の厚みでクリアランスを調整するシムレスリフターも普及している。シムという余計な部品が無い分、動弁系質量を軽くできる。バルブクリアランスの調整方法はシム式と全く同じである。
ロッカーアーム式の場合は、ロッカーアームのバルブ側にネジ式のボルトがダブルナットで固定されており、このボルト長を調整することでクリアランス調整を行う。
一部のOHVやSVの場合は、エンジン側面のプッシュロッド（SVの場合はバルブそのもの）に調整ネジが設けられているため、このネジを開閉することでカムシャフトとロッドの隙間を調整することになる。
なお、近年のエンジンではバルブクリアランスのメンテナンスフリーのために油圧で自動的にタペット隙間を調整するハイドロリックラッシュアジャスター（オイルタペット）が装備されており、これらの作業は不要であるものも多いが、ラッシュアジャスター自体も経年劣化でオイル粕が溜まるなどして動きが悪くなることがあるため、年数を経過したエンジンの場合はラッシュアジャスターを分解清掃するか、新品に交換することが望ましい。
バルブステムシール
バルブステムシールは長年の使用で膨潤劣化していき、次第に密閉性を失ってくる。こうなるとエンジンの燃焼室内にオイルが下がり、性能低下の一因になるだけでなく、オイル消費量の増加になるため、バルブ回りを分解した際には必ず新品に交換することが望ましい。
バルブガイド
バルブガイドも経年使用により摩耗して、バルブステムとの間にガタが発生する場合がある。そのまま放置すればバルブが横方向に暴れてエンジンの圧縮漏れが発生したり、最悪の場合バルブガイドが破壊されたり、バルブが曲がりエンジン破損に至る事例もあるため、バルブ周りを分解した際に目立ったガタがあった場合には内燃機屋に依頼してガイドの打ち替えを行うことが望ましい。
バルブガイドとバルブステムの間の隙間は非常に狭いため、オイルのない状態でガタがあっても、オイルをステムに塗布するとガタが消える場合もある。しかし、エンジンが動いている最中にはオイルは非常に高温になり、バルブステムとバルブガイド間の隙間はオイルがない状態に近くなるため、このような状態の場合には近い将来の交換が必要になることを自覚しておくべきである。
なお、有鉛ガソリン時代の古いエンジンなどで、無鉛対策部品のバルブガイドなどがメーカー製造廃止により入手出来ないような場合には、旋盤加工業者にリン青銅などからバルブガイドを削りだして貰って打ち替えることで、無鉛対応と摩耗対策が両立出来る。
バルブシートとバルブの摺り合わせ
バルブシートとバルブ傘部の接触面は加工により非常に精密に作られている。しかし、経年使用により次第に接触面は荒れていき、圧縮が抜ける要因となるため、古いエンジンの場合にはバルブの摺り合わせと呼ばれる作業が必要になる。
1. まず、シリンダーヘッドをエンジンから降ろし、カムシャフトやロッカーアームなどを全て取り外す。
2. 次にバルブスプリングコンプレッサーという工具でバルブスプリングを押さえておき、ステム後端のコッターを取り外す。これでバルブスプリングとリテーナーがステムから抜けるようになる。
3. スプリングなどを取り外したら一度ヘッドからバルブを抜く。この際にステムのコッターが嵌め込まれている部分が長年の熱と衝撃で変形している場合があり、バルブガイドから抜けにくいことがあるので、このような時は無理に引き抜かずに一度粗めのサンドペーパーでコッター取り付け部を修正研磨してからバルブガイドを傷つけないように抜くようにする。
4. バルブを抜く際にはバルブステムシールも取り外し、組み上げる際には出来るだけ新品を使用するようにする。
  - バルブ摺り合わせ作業に入る前に、ポペットのバルブシート当たり面とバルブシート表面をよく観察する。特に排気バルブの場合は当たり面がボロボロになっている場合があるので、そうした時にはポペットバルブをボール盤などに取り付け、斜め45度の当たり面を慎重にサンドペーパーで修正研磨する。バルブシートの劣化が著しい場合には、内燃機屋に依頼してポペットの当たり面修正と同時にバルブシートカットと呼ばれる修正研磨を依頼するか、新品バルブシートへの打ち替えを行ってもらう。

5. バルブのステムにオイルを塗布し、ポペットの燃焼室側にタコ棒と呼ばれる吸盤付きの棒を取り付ける。そしてバルブシートとの当たり面に専用のコンパウンドを塗布し、ステムをガイドに差し込んだ後に何度もバルブシートにポペットを叩き付けるように擦り付ける。
6. ある程度擦り付ける作業が終了したら、当たり面のコンパウンドの様子を見る。当たり面全周に渡ってコンパウンドが均等に均されているようであれば、一旦コンパウンドを拭き取って光明丹をエンジンオイルで伸ばして薄く塗り、当たり面に隙間がないかを確かめる。
7. 全バルブの摺り合わせが一段落したら、一度バルブとバルブスプリング類を全てシリンダーヘッドに組み付ける。そしてシリンダーヘッドを裏返して燃焼室側に灯油を満たす。バルブ当たりが問題なければこの状態で灯油がポートに漏れ出さないが、仮に漏れ出す燃焼室があった場合にはその箇所を再び摺り合わせ、漏れがない状態まで作業を繰り返す。

これを全バルブで行い、均等な当たり面が確保出来たら元通りに組み直して作業は完了する。なお、バルブ摺り合わせによりバルブステムのカムシャフト側への突き出し量が若干増加するため、摺り合わせ作業後には必ずバルブクリアランスの再調整を行うこと。